# إيوان مانو
إيوان مانو (بالرومانية: Ioan Manu)‏ هو سياسي روماني، ولد في 24 يونيو 1803 في بوخارست في رومانيا، وتوفي بنفس المكان في 29 نوفمبر 1874. انتخب عضو مجلس النواب في رومانيا.